# Regra de Zaitsev
A regra de Zaitsev é uma regra empírica usada para prever o alceno formado em maior quantidade em reações de eliminação. 
Enquanto estava na Universidade de Kazan, o químico russo Alexander Zaitsev estudou uma variedade de diferentes reações de eliminação e observou uma tendência geral nos alcenos resultantes. Com base nessa tendência, Zaitsev afirmou:
"O alceno formado em maior quantidade é o que corresponde à remoção do hidrogênio do carbono beta, anticoplanar e vizinho ao carbono alfa com o menor número de substituintes de hidrogênio", ou seja, o alceno que a ligação dupla tem mais substituintes.
Por exemplo, quando o 2-iodobutano é tratado com hidróxido de potássio alcoólico (KOH), o 2-buteno é o principal produto e o 1-buteno é o menor.

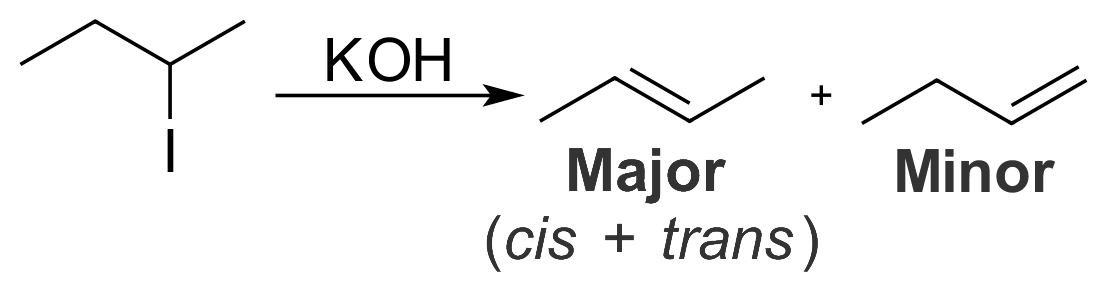
exemplo da regra de Zaitsev

## Efeitos Termodinâmicos e Estéreos
A regra de Zaitsev está de acordo com os direcionamento termodinâmico para o produto de eliminação: o direcionamento para o alceno mais substituída é resultado da maior estabilidade termodinâmica deste alceno em relação aos alcenos em que a dupla é menos substituída. Quando o alceno menos substituído é formado, diz-se que a eliminação seguiu a regra de Hofmann. 
Nas reações de eliminação de E2, uma base abstrai um próton beta a um grupo de saída, como um haleto. A remoção do próton e a perda do grupo de saída ocorrem em uma única etapa combinada para formar uma nova ligação dupla. Quando uma base pequena, sem restrições estéreas - como hidróxido de sódio, metóxido de sódio ou etóxido de sódio - é usada para a eliminação de E2, o produto Zaitsev é normalmente preferido em relação ao alceno menos substituído, conhecido como Produto Hofmann. Por exemplo, o tratamento de 2-bromo-2-metilbutano com etóxido de sódio em etanol produz o produto Zaitsev com seletividade moderada.

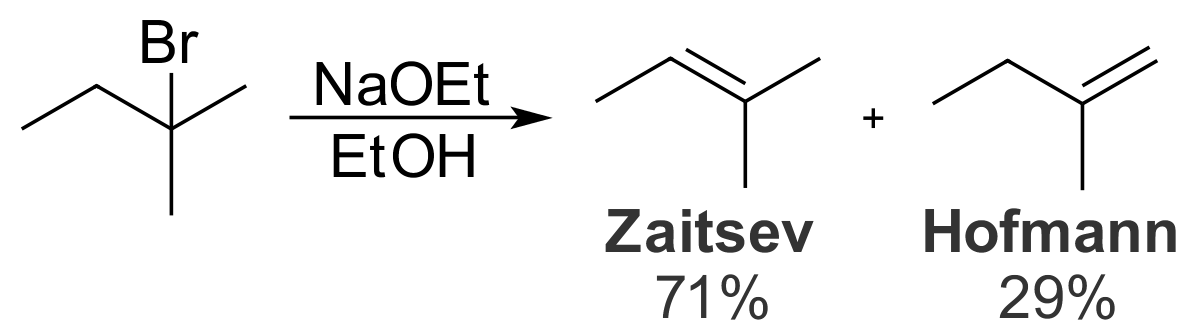
Produto Zaitsev x Produto Hofmann